# 瀬戸陽一朗
瀬戸 陽一朗（せと よういちろう、旧芸名；瀬戸 陽一郎、1967年1月24日 - ）は、埼玉県出身の俳優。身長170cm。劇団東京ヴォードヴィルショー劇団所属。

## 出演

### テレビドラマ
日本テレビ
- 探偵家族（2002年） - 手塚正彦
- ナースマン（2002年） - 熊倉
- 喰いタン（2007年） - 上原弘樹

TBS
- ふぞろいの林檎たち（1991年） - 丸山慎太郎
- 年上でもいいじゃない（1993年）
- 電光超人グリッドマン 第32話「人間掃除機の襲撃!」（1993年） - ガムを吐き捨てた男
- ブラックジャックによろしく　第6話「小さいな命」（2003年、TBS）　–　救急搬送された患者の父親
- 幸せになりたい!（2005年） - 衣装・八木沢
- 月曜ドラマスペシャル
  - 「松本清張特別企画・紐」（1996年）
  - 「税務調査官・窓際太郎の事件簿」（1998年）
  - 「カードGメン・小早川茜」（2001年） - 林修
- 月曜ゴールデン
  - 「警視庁心理捜査官・明日香」（2013年）

フジテレビ
- 噺家カミサン繁盛記（1991年） - かえる家おい太
- 3番テーブルの客（1996年）
- 救命病棟24時（2001年）第3話「小さな命大きな命」 - 鈴木美咲の父親役
- クニミツの政（2003年） - 芽草丈彦
- エンジン（2005年） - 竹原さん
- 潮風の診療所〜岬のドクター奮戦記〜（2007年） - 山本有二

テレビ朝日
- トリック（2000年 - ） - 照喜名保
- ああ探偵事務所（2004年） - 劇団員・牛久
- はぐれ刑事純情派（2005年 - 2009年） - ラーメン屋店長・島崎宗一（安浦吉之助の長女・エリの婚約者～夫）
- 警部補 矢部謙三2（2013年） - 照喜名保
- 土曜ワイド劇場
  - 「タクシードライバーの推理日誌」（1998年）
  - 「新船長の航海事件日誌」（2006年） ‐ 植木一雄

テレビ東京
- 水曜ミステリー9
  - 「刑事の証明」（2012年） - 薬師寺正明

### 映画
- ナースのお仕事 ザ・ムービー（2002年） - 柳沢直泰
- トリック劇場版（2002年） - 照喜名保
- KEEP ON ROCKIN'（2003年）
- トリック劇場版2（2007年） - 照喜名保
- 劇場版TRICK 霊能力者バトルロイヤル（2010年） - 照喜名保
- トリック劇場版 ラストステージ（2014年） - 照喜名保

### ビデオ
- ウルトラマンネオス 第4話「赤い巨人! セブン21」（2000年） - TNSカメラマン・佐々木裕介